# Kinuko Tanida
Kinuko Tanida (jap. 谷田絹子 Tanida Kinuko; ur. 18 września 1939 w Ikedzie, zm. 4 grudnia 2020 w prefekturze Osaka) – japońska siatkarka, medalistka olimpijska z 1964 roku.

## Osiągnięcia reprezentacyjne
- Igrzyska Olimpijskie 1964